# Berghof (Gemeinde Neustadtl)
Berghof (früher Judenhof) ist eine Ortschaft und eine Katastralgemeinde der Gemeinde Neustadtl an der Donau im Bezirk Amstetten in Niederösterreich.
Die Katastralgemeinde Berghof hieß ursprünglich Judenhof und wurde in der NS-Zeit umbenannt.

## Siedlungsentwicklung
Zum Jahreswechsel 1979/1980 befanden sich auf dem Gebiet der Katastralgemeinde 51 Bauflächen auf insgesamt 31.793 m² und 36 Gärten auf 181.306 m², auch 1989/1990 waren es 51 Bauflächen. 1999/2000 war die Zahl der Bauflächen auf 103 angewachsen, wobei 81 Gebäude bestanden. 2009/2010 waren es 78 Gebäude auf 128 Bauflächen.

## Geschichte
Laut Adressbuch von Österreich waren im Jahr 1938 in der Ortsgemeinde Judenhof zwei Landwirte mit Ab-Hof-Verkauf ansässig.

## Landwirtschaft
Die Katastralgemeinde ist landwirtschaftlich geprägt. 332 Hektar wurden zum Jahreswechsel 1979/1980 landwirtschaftlich genutzt und 258 Hektar waren forstwirtschaftlich geführte Waldflächen. 1999/2000 wurde auf 325 Hektar Landwirtschaft betrieben und 274 Hektar waren als forstwirtschaftlich genutzte Flächen ausgewiesen. Ende 2018 waren 316 Hektar als landwirtschaftliche Flächen genutzt und Forstwirtschaft wurde auf 273 Hektar betrieben. Die durchschnittliche Bodenklimazahl von Berghof beträgt 28,1 (Stand 2010).